# Хёрсхольм (коммуна)
Муниципалитет Хёрсхольм (дат. Hørsholm Kommune) — датская коммуна в составе столичного региона, до 2007 года часть округа Фредериксборг. Площадь — 31,38 км², что составляет 0,07 % от площади Дании без Гренландии и Фарерских островов. Численность населения на 1 января 2008 года — 24197 чел. (мужчины — 11392, женщины — 12805; иностранные граждане — 1339).

## Железнодорожные станции
- Коккедаль (Kokkedal)
- Рунгстед Кюст (Rungsted Kyst)

## Изображения

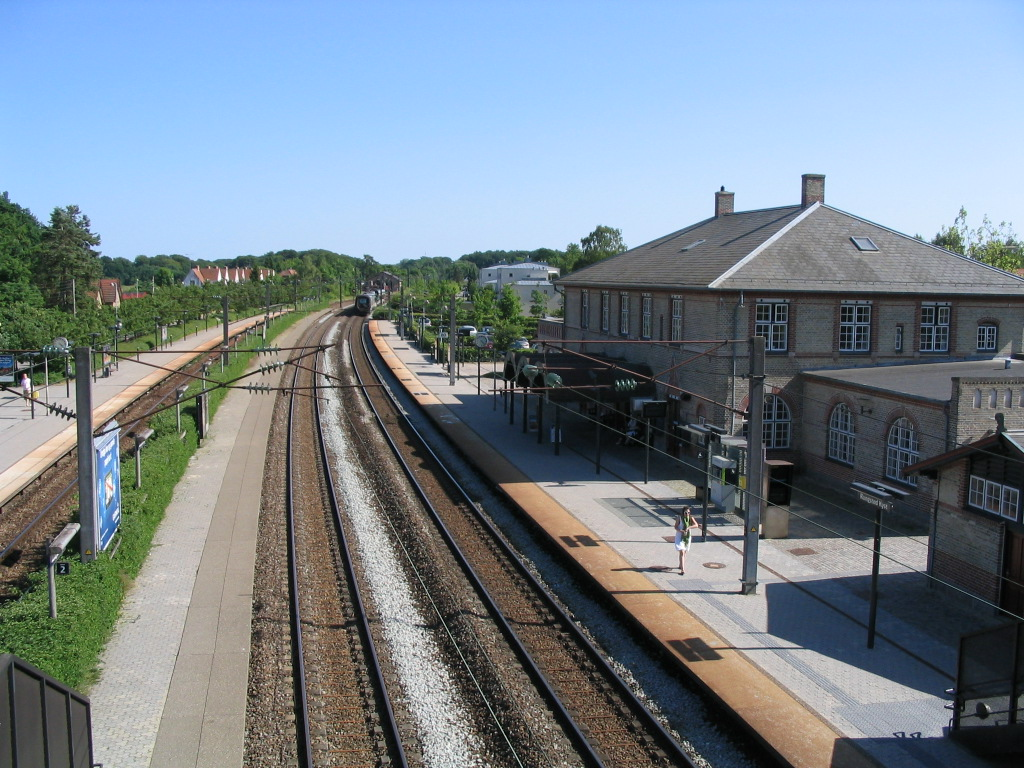
Рунгстед Кюст
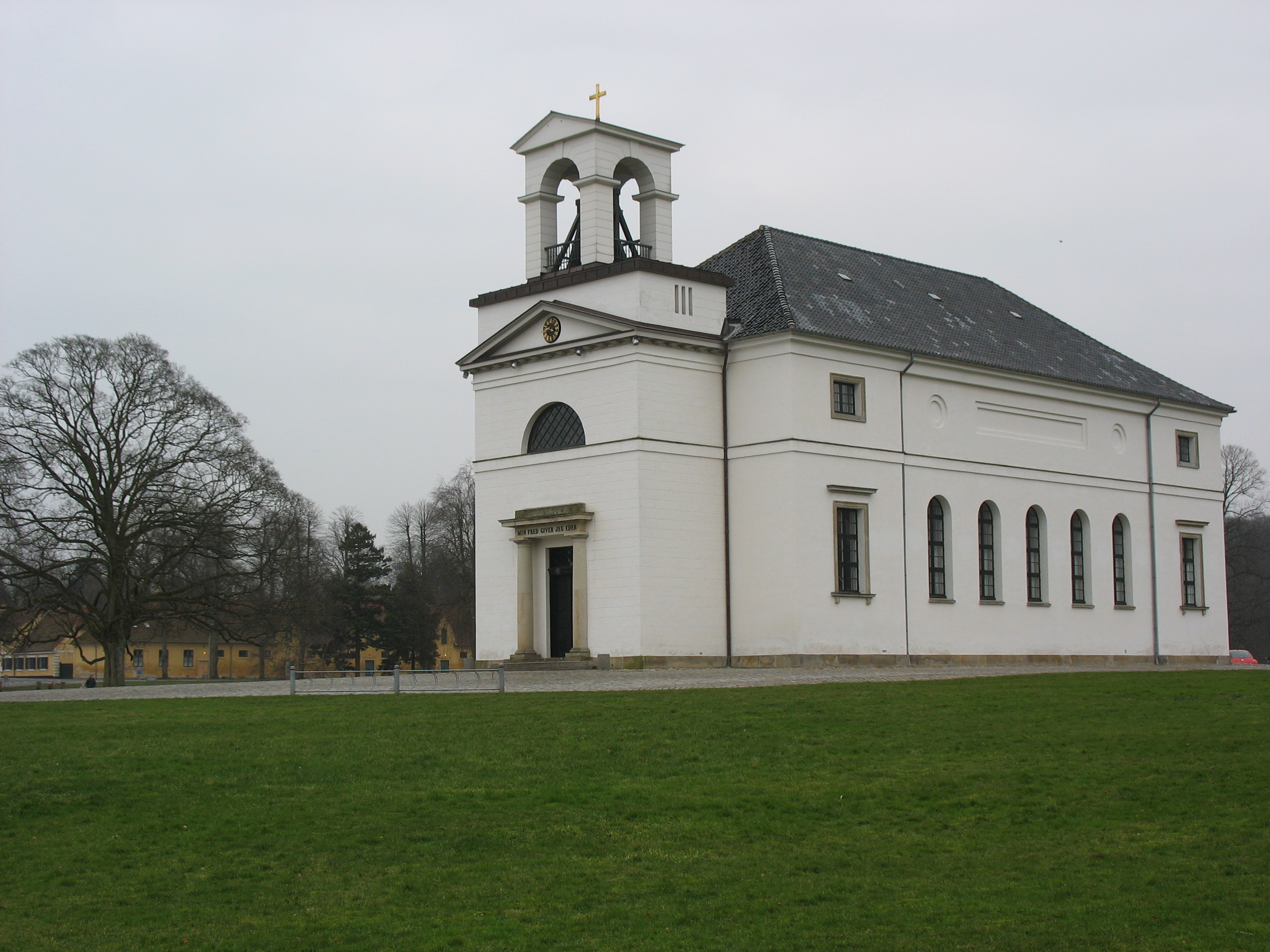